# New Zealand Post

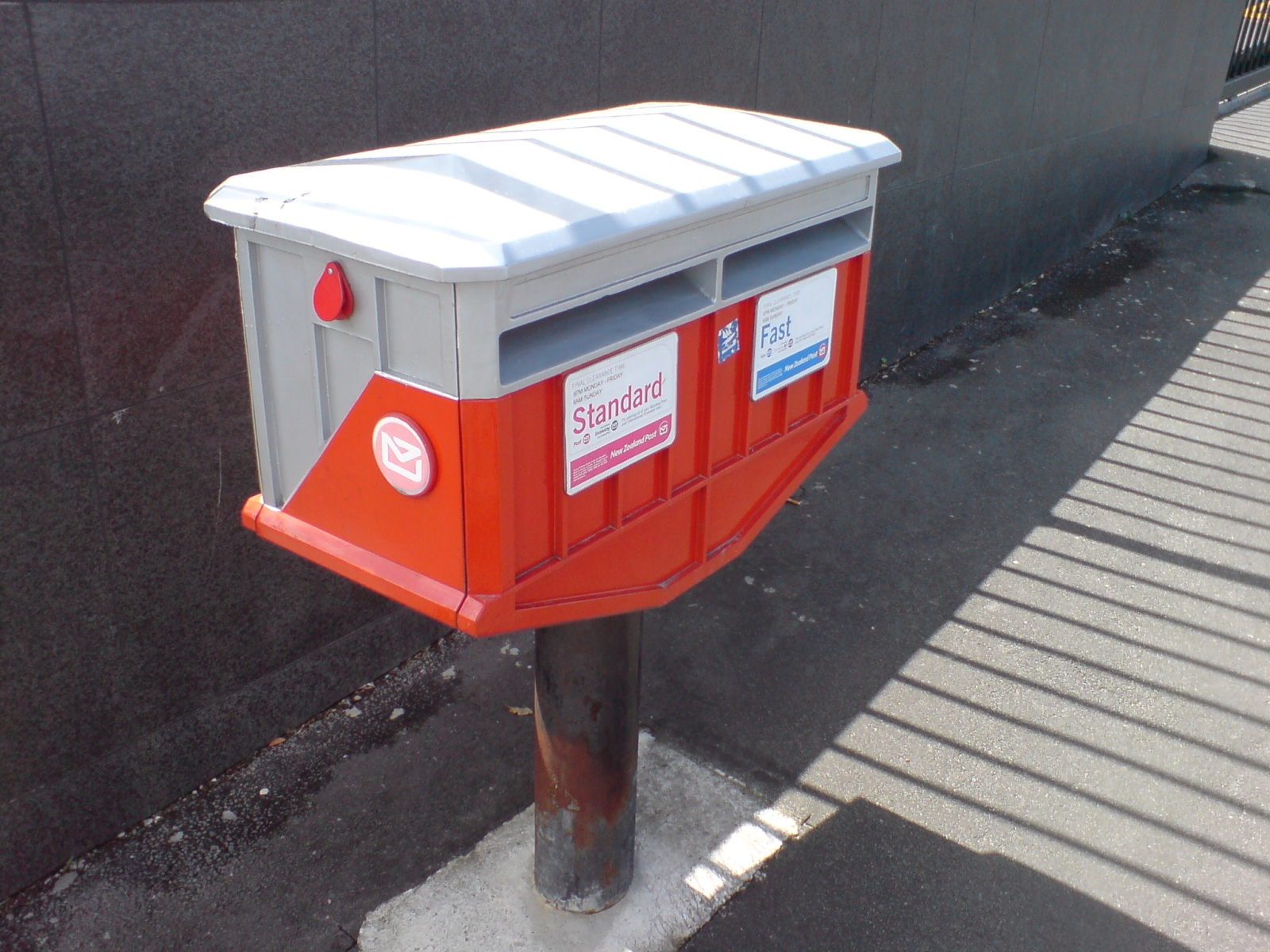
Boite aux lettres de New Zealand Post

New Zealand Post (en maori de Nouvelle-Zélande : Tukurau Aotearoa) est une entreprise d'État néo-zélandaise chargée du service postal. La compagnie est créée le 1er avril 1987 comme une entreprise publique à partir de la transformation en société du New Zealand Post Office, un département ministériel.